# Singapore Cup 2022
Der Singapore Cup 2022 ist die 23. Austragung des Fußball-Pokalwettbewerbs für singapurische Vereinsmannschaften. In dieser Saison nahmen insgesamt acht Mannschaften teil. Titelverteidiger waren die Tampines Rovers (2019).
Die Gruppenauslosung erfolgte am 27. September 2022. Das Pokalturnier begann am 27. Oktober 2022 mit der Gruppenphase und endete am 19. November 2022 mit dem Finale im Jalan Besar Stadium.

## Teilnehmer
| Gruppe A                                                                          | Gruppe B                                                                          |
| - Albirex Niigata (Singapur) - Balestier Khalsa - Lion City Sailors - Young Lions | - Geylang International - Hougang United - Tampines Rovers - Tanjong Pagar United |

## Gruppenphase

### Gruppe A

#### Tabelle
| Pl. | Verein                     | Sp. | S | U | N | Tore    | Diff. | Punkte |
| --- | -------------------------- | --- | - | - | - | ------- | ----- | ------ |
| 1.  | Albirex Niigata (Singapur) | 3   | 3 | 0 | 0 | 007:100 | +6    | 09     |
| 2.  | Balestier Khalsa           | 3   | 1 | 1 | 1 | 008:600 | +2    | 04     |
| 3.  | Lion City Sailors          | 3   | 0 | 2 | 1 | 005:600 | −1    | 02     |
| 4.  | Young Lions                | 3   | 0 | 1 | 2 | 003:100 | −7    | 01     |

#### Spiele
| Datum            |                            | Ergebnis |                            |
| ---------------- | -------------------------- | -------- | -------------------------- |
| 27. Oktober 2022 | Albirex Niigata (Singapur) | 4:0      | Young Lions                |
| 27. Oktober 2022 | Lion City Sailors          | 3:3      | Balestier Khalsa           |
| 31. Oktober 2022 | Young Lions                | 1:1      | Lion City Sailors          |
| 31. Oktober 2022 | Albirex Niigata (Singapur) | 1:0      | Balestier Khalsa           |
| 5. November 2022 | Balestier Khalsa           | 5:2      | Young Lions                |
| 5. November 2022 | Lion City Sailors          | 1:2      | Albirex Niigata (Singapur) |

### Gruppe B

#### Tabelle
| Pl. | Verein                | Sp. | S | U | N | Tore    | Diff. | Punkte |
| --- | --------------------- | --- | - | - | - | ------- | ----- | ------ |
| 1.  | Tampines Rovers       | 3   | 2 | 0 | 1 | 007:400 | +3    | 06     |
| 2.  | Hougang United        | 3   | 2 | 0 | 1 | 006:400 | +2    | 06     |
| 3.  | Tanjong Pagar United  | 3   | 2 | 0 | 1 | 006:600 | ±0    | 06     |
| 4.  | Geylang International | 3   | 0 | 0 | 3 | 004:800 | −4    | 0      |

#### Spiele
| Datum            |                       | Ergebnis |                       |
| ---------------- | --------------------- | -------- | --------------------- |
| 28. Oktober 2022 | Geylang International | 2:3      | Tampines Rovers       |
| 28. Oktober 2022 | Tanjong Pagar United  | 3:1      | Hougang United        |
| 1. November 2022 | Hougang United        | 4:1      | Geylang International |
| 1. November 2022 | Tampines Rovers       | 4:1      | Tanjong Pagar United  |
| 6. November 2022 | Hougang United        | 1:0      | Tampines Rovers       |
| 6. November 2022 | Tanjong Pagar United  | 2:1      | Geylang International |

## Halbfinale
| Datum                     |                            | Gesamt |                  | Hinspiel | Rückspiel |
| ------------------------- | -------------------------- | ------ | ---------------- | -------- | --------- |
| 11. und 15. November 2022 | Albirex Niigata (Singapur) | 5:7    | Hougang United   | 3:3      | 2:4       |
| 11. und 15. November 2022 | Tampines Rovers            | 9:1    | Balestier Khalsa | 8:1      | 1:0       |

## Spiel um Platz 3
| Datum             |                            | Ergebnis |                  |
| ----------------- | -------------------------- | -------- | ---------------- |
| 18. November 2022 | Albirex Niigata (Singapur) | 3:2      | Balestier Khalsa |

| Paarung                    | Albirex Niigata (Singapur) – Balestier Khalsa                                                                     |
| Ergebnis                   | 3:2 (2:0) |
| Datum                      | 19. November 2022                                                                                                 |
| Stadion                    | Jalan Besar Stadium, Singapur                                                                                     |
| Tore                       | 1:0 Ilhan Fandi (34.) 2:0 Ilhan Fandi (39.) 3:0 Reo Kunimoto (59.) 3:1 Daniel Goh (63.) 3:2 Ryōya Taniguchi (72.) |
| Albirex Niigata (Singapur) | Cheftrainer: Kazuaki Yoshinaga ( Japan)                                                                           |
| Balestier Khalsa           | Cheftrainer: Peter de Roo ( Niederlande)                                                                          |

## Finale
| Datum             |                | Ergebnis |                 |
| ----------------- | -------------- | -------- | --------------- |
| 19. November 2022 | Hougang United | 3:2      | Tampines Rovers |

| Paarung         | Hougang United – Tampines Rovers |
| Ergebnis        | 3:2 (1:1) |
| Datum           | 19. November 2022 |
| Stadion         | Jalan Besar Stadium, Singapur |
| Tore            | 1:0 Kristijan Krajček (17.) 1:1 Taufik Suparno (39.) 1:2 Irfan Najeeb (47.) 2:2 Kristijan Krajček (56.) 3:2 Kristijan Krajček (79.) |
| Hougang United  | Cheftrainer: Clement Teo |
| Tampines Rovers | Cheftrainer: Gavin Lee |

| Sieger Singapore Cup 2022 Hougang United |
| - Zainol Gulam - Nazrul Nazari - Anders Aplin - Lionel Tan - Farhan Zulkifli - Zulfahmi Arifin - Kristijan Krajček - Sahil Suhaimi - Amy Recha - Shawal Anuar - Pedro Bortoluzo - André Moritz - Afiq Noor - Aizil Yazid (ohne Finaleinsatz) - Amir Zalani (ohne Finaleinsatz) - Fabian Kwok (ohne Finaleinsatz) - Faiz Salleh (ohne Finaleinsatz) - Nazhiim Harman (ohne Finaleinsatz) - Shahfiq Ghani (ohne Finaleinsatz) - Shahril Ishak (ohne Finaleinsatz) |